# 鱗頸亞馬遜鸚鵡
鱗頸亞馬遜鸚鵡（学名：Amazona mercenaria）為一種棲息在南美洲的鸚鵡，長期棲息於亚热带及热带常绿阔叶林的潮濕地帶。